# عروس هلندی
عروس هلندی (به انگلیسی: Cockatiel) یک طوطی با جثه متوسط است که خاستگاه اصلی آنها به استرالیا بر می‌گردد. آنها به عنوان حیوانات خانگی در سراسر جهان ارزشمند هستند که توانایی سخن گفتن داشته و پرورش آنها نسبتاً آسان است. این پرندگان پس از مرغ عشق محبوب‌ترین پرندگان زینتی محسوب می‌شوند.
این پرنده متعلق به خانوادهٔ طوطی کاکلی می‌باشد؛ بنابراین می‌تواند با دیگر طوطی‌های کاکل دار جفتگیری و جوجه آوری کند. عروس هلندی‌ها بومی مناطقی گسترده در سراسر استرالیا هستند که مناطق مورد علاقه آن‌ها زمین‌هایی پوشیده شده با علف و بوته زارها است
طول عمر عروس هلندی‌های خانگی به‌طور متوسط به ۲۰ سال می‌رسد. اما در طبیعت ۱۵ سال عمر می‌کنند.

## ریشه‌شناسی
عروس هلندی یا طوطی کاکلدار در ابتدا توسط رابرت کر، نویسنده و طبیعت‌شناس اسکاتلندی در سال ۱۷۹۳ با نام Psittacus hollandicus توصیف شد. نام جنس آن منعکس کننده تجربه سفر یکی از اولین گروه‌های اروپایی برای دیدن پرندگان در زیستگاه بومی خود است. مسافران تصور می‌کردند که پرندگان آنقدر زیبا هستند که نام آنها را به نام پوره‌های افسانه ای نامگذاری کردند. نام خاص hollandicus به نیوهلند، نامی تاریخی برای استرالیا اشاره دارد.
روابط بیولوژیکی این پرندگان برای مدت طولانی نامشخص بود. در حال حاضر در یک زیرخانواده Nymphicinae قرار می‌گیرند، اما گاهی اوقات در گذشته در میان طوطی‌های دم پهن Platycercinae طبقه‌بندی می‌شدند. این موضوع با مطالعات مولکولی حل شد. مطالعه‌ای در سال ۱۹۸۴ روی آلوزیم‌های پروتئینی ارتباط نزدیک‌تر آن را با عروس هلندی‌ها نسبت به سایر طوطی‌ها نشان داد، و داده‌های توالی 12S rRNA میتوکندری آن را در میان زیرخانواده Calyptorhynchinae (عروس هلندی‌های تیره) قرار می‌دهد. ویژگی مورفولوژیکی منحصر به فرد پاراکیت (به معنی طوطی دم دراز) نتیجه کاهش اندازه و تغییر توله اکولوژیکی است.
از سوی دیگر، تجزیه و تحلیل توالی اینترون ۷ ژن β-فیبرینوژن هسته‌ای نشان می‌دهد که ممکن است هنوز به اندازه کافی متمایز باشد که به جای گنجاندن جنس در Calyptorhynchinae، تشخیص Nymphicinae را تضمین کند.
عروس هلندی اکنون از نظر بیولوژیکی به عنوان یکی از اعضای اصلی Cacatuidae طبقه‌بندی می‌شود زیرا تمام ویژگی‌های بیولوژیکی این خانواده را به اشتراک می‌گذارد؛ یعنی تاج نعوظ، کیسه صفرا، لایه ابری سرکوب شده (که مانع از نمایش ساختار آبی و سبز رنگ‌ها می‌شود)، و پرهای صورت که کناره‌های منقار را می‌پوشانند، که همگی به ندرت در خارج از خانواده Cacatuidae یافت می‌شوند.

### ویژگی‌های ظاهری
تاج این پرنده بیانگر وضعیت احساسی عروس هلندی در مواقع مختلف است. در وضعیت عادی و آرام پرنده، تاج کمی به سوی عقب خمیده است. در هنگام هیجان و همچنین ترس، تاج کاملاً صاف و رو به بالا است و در مواقع عصبانیت پرنده، تاج به صورت کاملاً خوابیده در می‌آید.
این پرنده بر خلاف اکثر طوطی‌های کاکلی دارای پرها و دمی بلندی است که طولشان حدوداً نیمی از طول کل بدن پرنده است. طول این پرنده حدوداً ۳۰ تا ۳۳ سانتی‌متر است و در واقع کوچک‌ترین گونه از طوطی‌های کاکلی به‌شمار می‌آید.

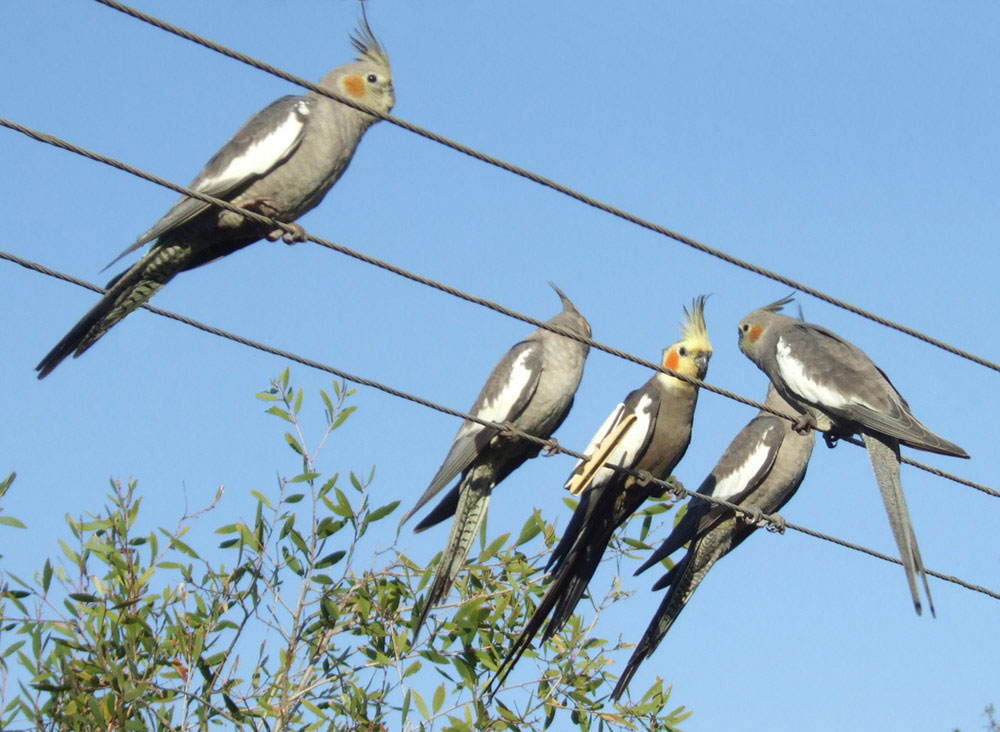
طوطی‌های کاکلی وحشی در استرالیا،

رنگ‌های پرنده شامل: خاکستری، سفید، کرم، زرد و قهوه‌ای است. بر روی سر پرنده کاکلی بلند و زیبا قرار دارد و بر روی گونه‌های آن یک لکه سرخ رنگ دیده می‌شود، این لکه در ساختار رنگی وایت‌فیس (Whiteface) دیده نمی‌شود. پر و بال این پرنده معمولاً نیمه خاکستری است و در قسمت زیرین بدن روشن‌تر است. یک لکه نارنجی رنگ بر روی گونه‌ها و سفیدی حاشیه بال‌ها از دیگر علایم مشخصه این پرنده است. یک ردیف از لکه‌های زردرنگ بر قسمت زیرین بال پرنده ماده دیده می‌شود که در نرها وجود ندارد. همچنین ماده‌ها پرهایی هاشور خورده در دم و نرها پرهای دم ساده دارند. بعضی از انواع جهش یافته عروس هلندی به رنگ زرد روشن و چشم‌های قرمز رنگ هستند و جنس ماده آن‌ها پرهای دم باریک‌تری دارد. به این ساختار رنگی لوتینو (Lutino) گفته می‌شود. در اثر جهش ژنتیکی ساختار رنگی دیگری با نام وایت‌فیس (Whiteface) نیز وجود دارد که رنگ‌های بدن این پرندگان را رنگ‌های خاکستری یا قهوه‌ای و سفید تشکیل می‌دهد و این ساختار فاقد لپ قرمز رنگ است. گونه کاملاً سفیدرنگ زیرمجموعه ساختار وایت بوده و دارای چشم‌های قرمز رنگ می‌باشد و به این گونه اصطلاحاً آلبینو (Albino) گفته می‌شود. طول بدن آن با احتساب بلندی دم در حدود ۳۲ سانتی‌متر بوده و وزن آن در حدود ۷۸ تا ۱۲۵ گرم است. برخی از گونه‌ها نظیر عروس هلندی لوتینو و آلبینو ممکن است که وزنی بین ۷۸ تا ۹۰ گرم داشته و برخی از گونه‌های اصلاح نژاد شده و درشت هیکل آن نیز ممکن است که وزنی بین ۱۱۰ تا ۱۲۵ گرم داشته باشند.

### جنسیت‌ها
بیشتر جوجه‌های عروس هلندی وحشی و جوجه‌های جوان ماده به نظر می‌رسند و از زمان جوجه‌آوری تا اولین تخم‌ریزی‌شان عملاً قابل تشخیص نیستند. آنها نوارها یا نوارهای زرد رنگ افقی را روی سطح شکمی پرهای دم خود، لکه‌های زرد روی سطح شکمی پرهای پرواز اولیه بال‌های خود، یک تاج و صورت خاکستری رنگ و یک لکه نارنجی مات بر روی هر یک از گونه‌هایشان نشان می‌دهند. با این حال برخی از جهش‌های امروزی به جنسیت وابسته هستند و جوجه‌های نر و ماده به محض ورود پرهایشان به راحتی قابل تشخیص هستند.
عروس هلندی‌های بالغ با رنگ‌های مشترک (بدن خاکستری با سر زرد) از نظر جنسیت دوشکلی هستند، البته به میزان کمتری از بسیاری از گونه‌های پرندگان دیگر. این تنها پس از اولین پوست اندازی مشهود است، که معمولاً حدود شش تا نه ماه پس از جوجه ریزی رخ می‌دهد: نر نوار سفید یا زرد و لکه‌هایی را در قسمت زیرین پرها و بال‌های دم خود از دست می‌دهد. پرهای خاکستری روی گونه‌ها و تاج او با پرهای زرد روشن جایگزین می‌شوند، در حالی که تکه نارنجی گونه روشن‌تر و مشخص تر می‌شود. صورت و تاج ماده معمولاً عمدتاً خاکستری با رنگ مایل به زرد و لکه گونه نارنجی کمتر پر جنب و جوش باقی می‌ماند. علاوه بر این، ماده معمولاً نوار افقی را در قسمت زیرین پرهای دم خود حفظ می‌کند.
رنگ عروس هلندی از دو رنگدانه گرفته شده است: ملانین (که رنگ خاکستری را در پرها، چشم‌ها، منقار و پاها ایجاد می‌کند) و پیتاکوفولوین (که رنگ زرد روی صورت و دم و رنگ نارنجی لکه گونه را ایجاد می‌کند). رنگ خاکستری ملانین بر زرد و نارنجی پسیتاکوفولوین‌ها زمانی که هر دو وجود دارند، غلبه می‌کند.
محتوای ملانین در صورت نرها با بالغ شدن کاهش می‌یابد و به پیتاکوفولوین‌های زرد و نارنجی اجازه می‌دهد بیشتر قابل مشاهده باشند، در حالی که افزایش محتوای ملانین در دم باعث ناپدید شدن نوارهای دم زرد افقی می‌شود.
علاوه بر این ویژگی‌های قابل مشاهده، آواز نرهای بالغ معمولاً بلندتر و پیچیده‌تر از صدای زنان است.

### طول عمر
طول عمر عروس هلندی در شرایط اسارت بین ۱۴ تا ۲۵ سال است اما عمر کمتر یا بیشتر از این نیز گزارش شده است. رکورد بالاترین عمر ثبت شده برای این پرنده ۳۶ سال است. نوع تغذیه و میزان تحرک، مهم‌ترین عوامل تعیین کنندهٔ طول عمر این پرنده هستند.

## تاریخچه پرورش عروس هلندی
اطلاعات دقیقی از تاریخ اهلی شدن این پرنده در دست نیست و به نظر می‌رسد که این پرنده برای اولین بار توسط بومیان ساکن در قاره اقیانوسیه اهلی شده باشد.

## رنگ‌ها
تاکنون ۱۷ رنگ مختلف از عروس‌ها شناسایی شده است که این رنگ‌ها شامل خاکستری، سفید (آلبینو)، زرد (لوتینو)، صورت سفید و بدن خاکستری (White Face)، ابلق، مرواریدی، نقره ای و دارچینی است.
از خصوصیات عروس هلندی زیبایی و اهلی بودن عروس هلندی است که آواز نیز می‌خواند بخاطر همین بسیاری از مردم به نگهداری و پرورش عروس هلندی علاقمند هستند.

## تغذیه عروس هلندی
عروس هلندی در طبیعت و در زادگاه خود یعنی استرالیا غذاهای متنوعی می‌خورند. این پرنده طیف متنوعی از دانه‌ها، انواع مغز، میوه‌ها و سبزیجات متنوع را می‌خورند. البته رژیم غذایی این پرنده با توجه به فصل تغییر می‌کند؛ بنابراین در طول سال این گونه طوطی رژیم غذایی بسیار متنوعی خورده که نیازهای تغذیه‌ای آنها را کاملاً برطرف می‌کند. عروس هلندی به رژیم متعادل و بالانس شده از مواد مغذی مانند: کربوهیدرات‌ها، پروتئین‌ها، چربی، ویتامین‌ها، مواد معدنی و آب نیاز دارد. از این رو عروس هلندی خانگی و دستی نیز به تنوع در رژیم غذایی نیاز دارد. تنوع بخشی در برنامه غذایی این پرنده باعث می‌شود تا سالم‌تر باشد و برای مدت زمان بیشتری عمر کند.
عروس هلندی یک پرنده گیاهخوار است و بهترین رژیم غذایی برای آن باید شامل ۷۰ تا ۷۵ درصد انواع دانه‌ها و پلت مخصوص پرنده و ۲۰ تا ۲۵ درصد آن شامل میوه و سبزیجات باشد. باقیمانده رژیم غذایی آنها هم می‌تواند شامل برگ‌های خوراکی گیاهان باشد.

## توانایی صحبت‌کردن
این نوع طوطی‌ها توانایی یادگیری صحبت کردن را دارند، اما چون نوع نر این پرنده حنجره کامل‌تری نسبت به نوع ماده دارد، پرنده نر بهتر می‌تواند صحبت کند. برای آموزش صحبت کردن به پرنده بهتر است که از زمان جوجگی (حدوداً ۳ ماهگی) با آن تمرین شود. در صورت مداومت و تکرار صحیح کلمات، پرنده از حدود چهارماهگی الی ۸ ماهگی شروع به صحبت به صورت ناواضح می‌کند و در اثر تمرین کم‌کم واضح‌تر می‌تواند کلمات را ادا کند. عروس هلندی‌ها حیوانات بسیار اجتماعی هستند و از همنشینی با انسان‌ها بسیار لذت می‌برند و ظاهری بسیار بامزه دارند.
عروس هلندی‌ها بازیگوش و با انسان‌ها زود صمیمی می‌شوند و صاحب شان را با صدای خودشان صدا می‌کنند و عاشق نوازش هستند.

## استراحت پرنده

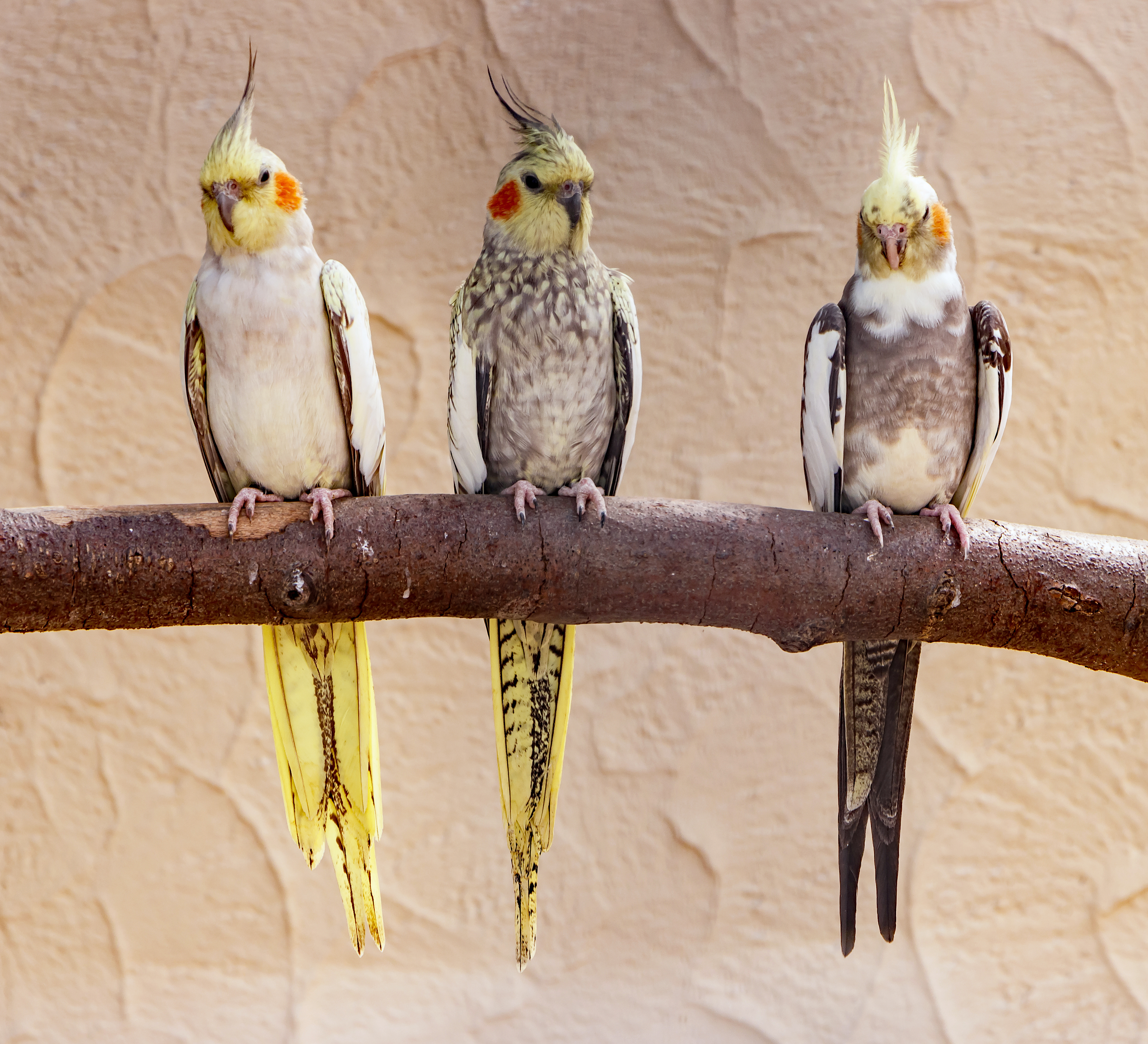

عروس‌های ایرانی باید در شبانه روز حداقل ۱۰ ساعت بخوابند، البته با توجه به زندگی روزمره انسان‌ها این پرنده‌ها هم خود را با این شیوه هماهنگ کرده‌اند و کمتر از ۱۰ ساعت می‌خوابد.

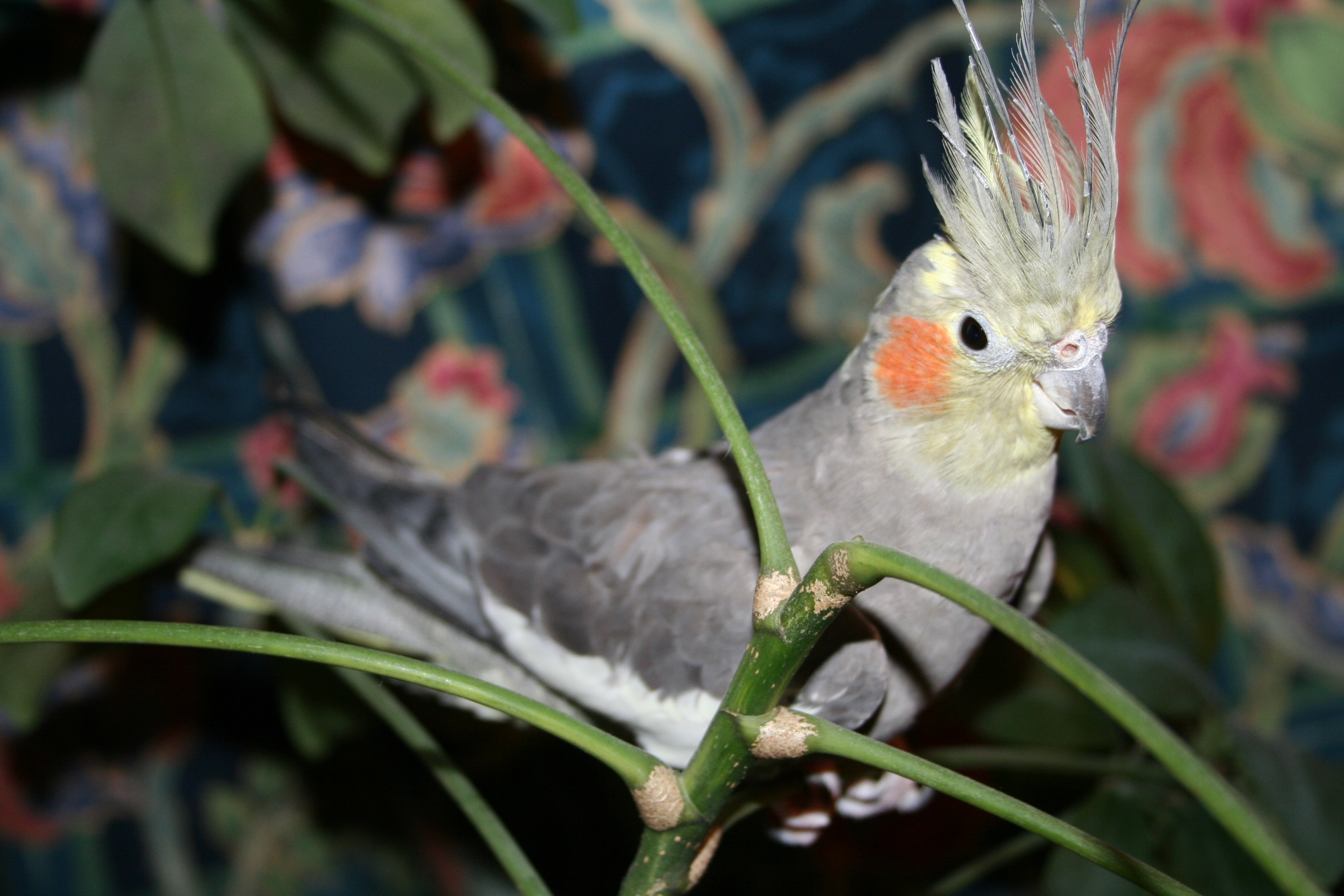
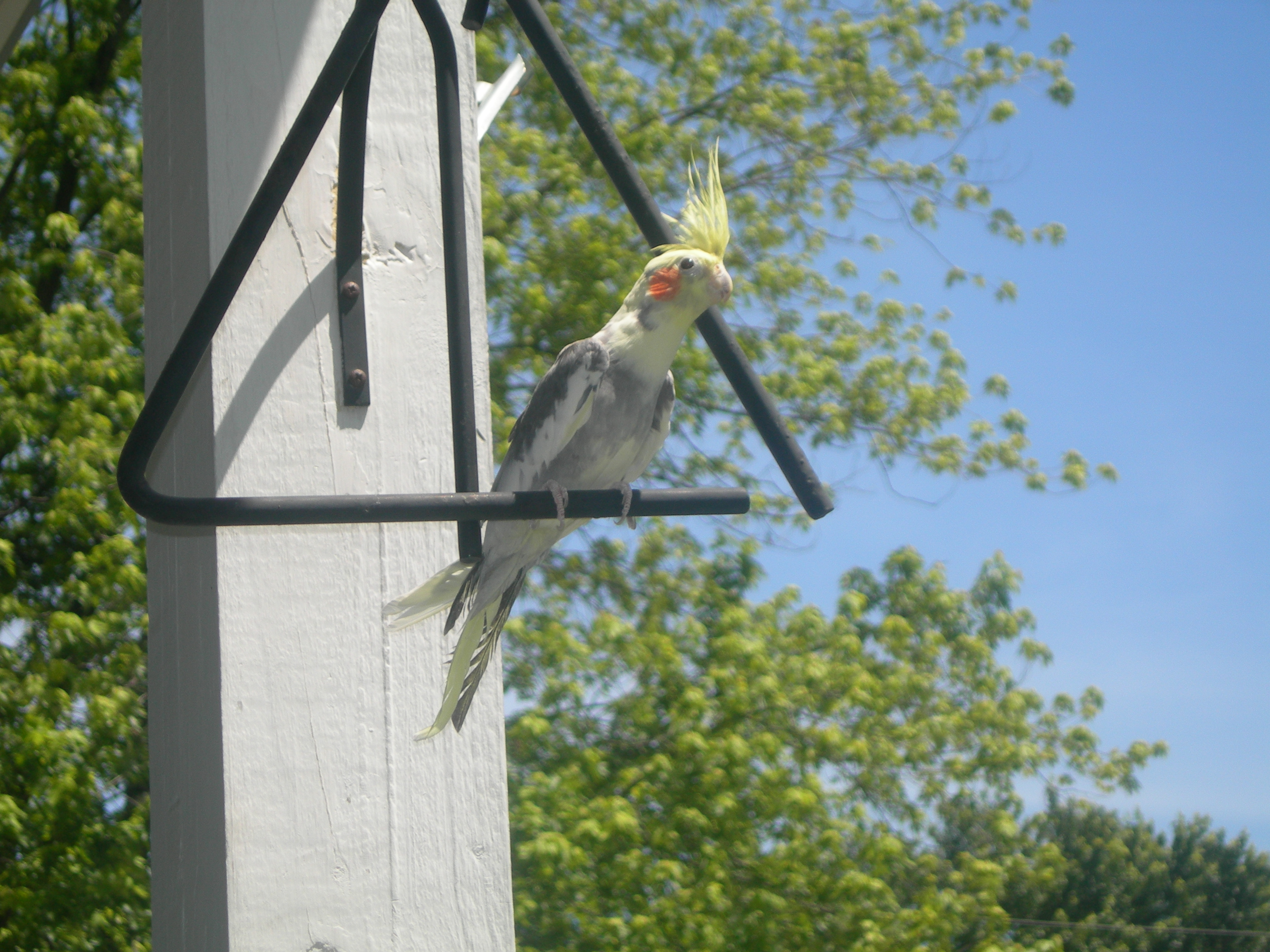
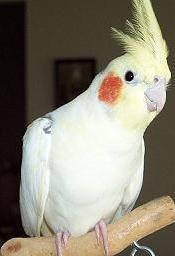
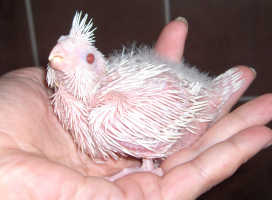
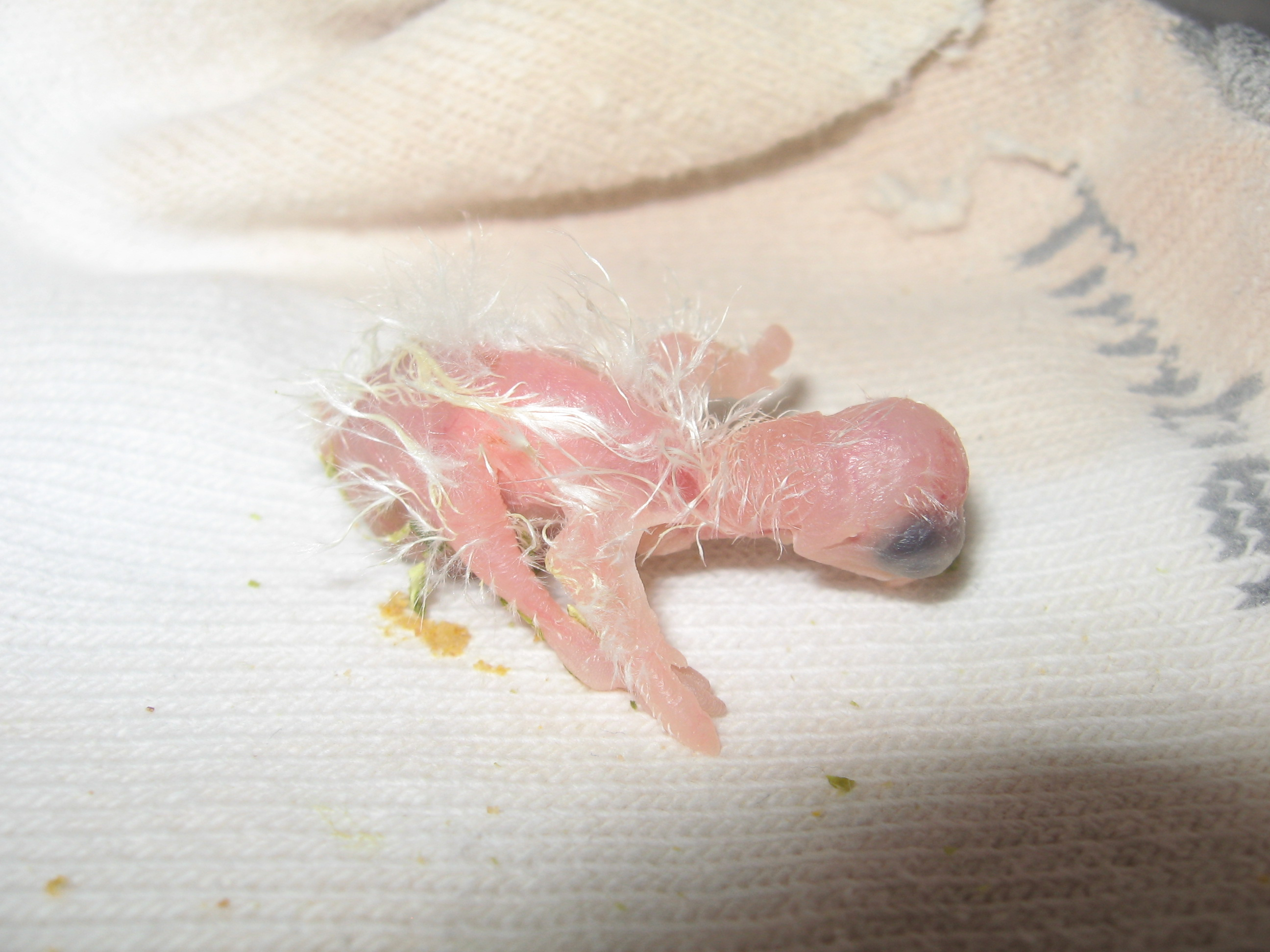
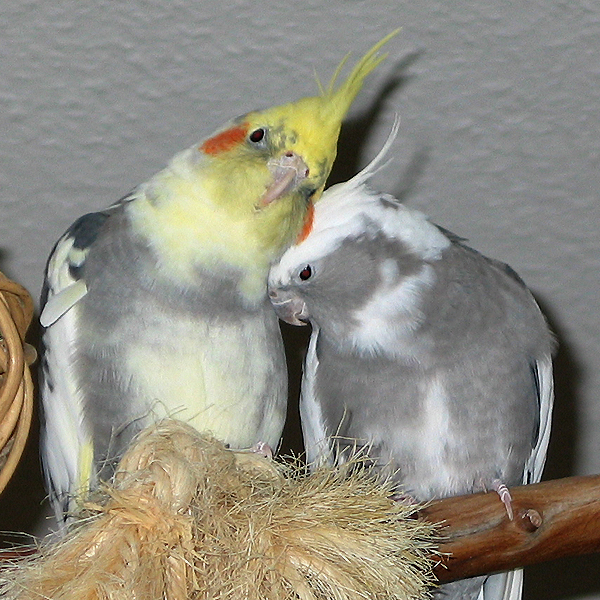
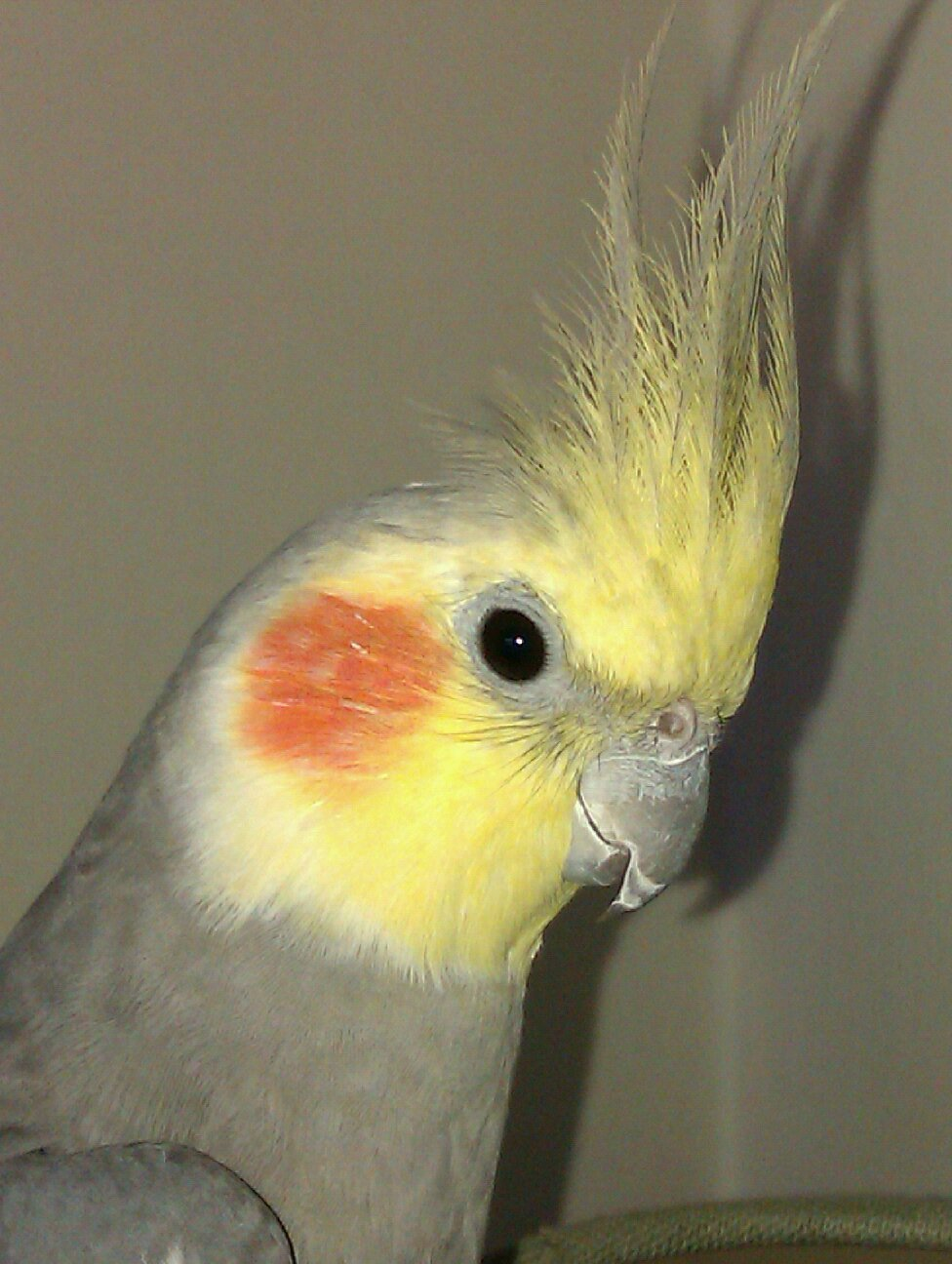
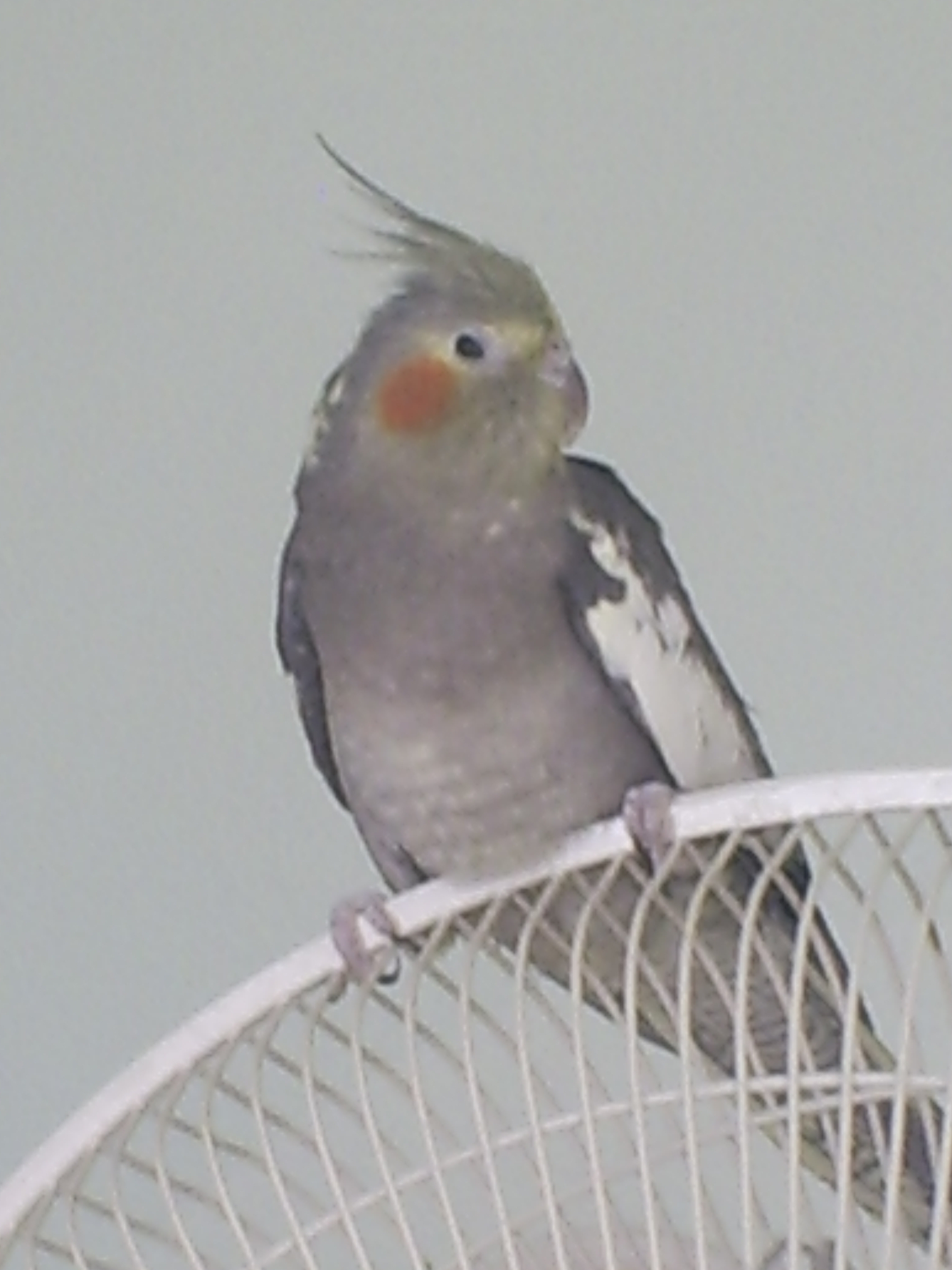
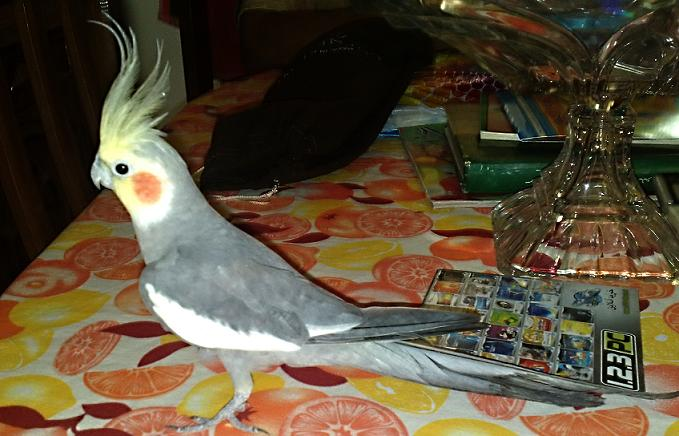
Male Cockatiel
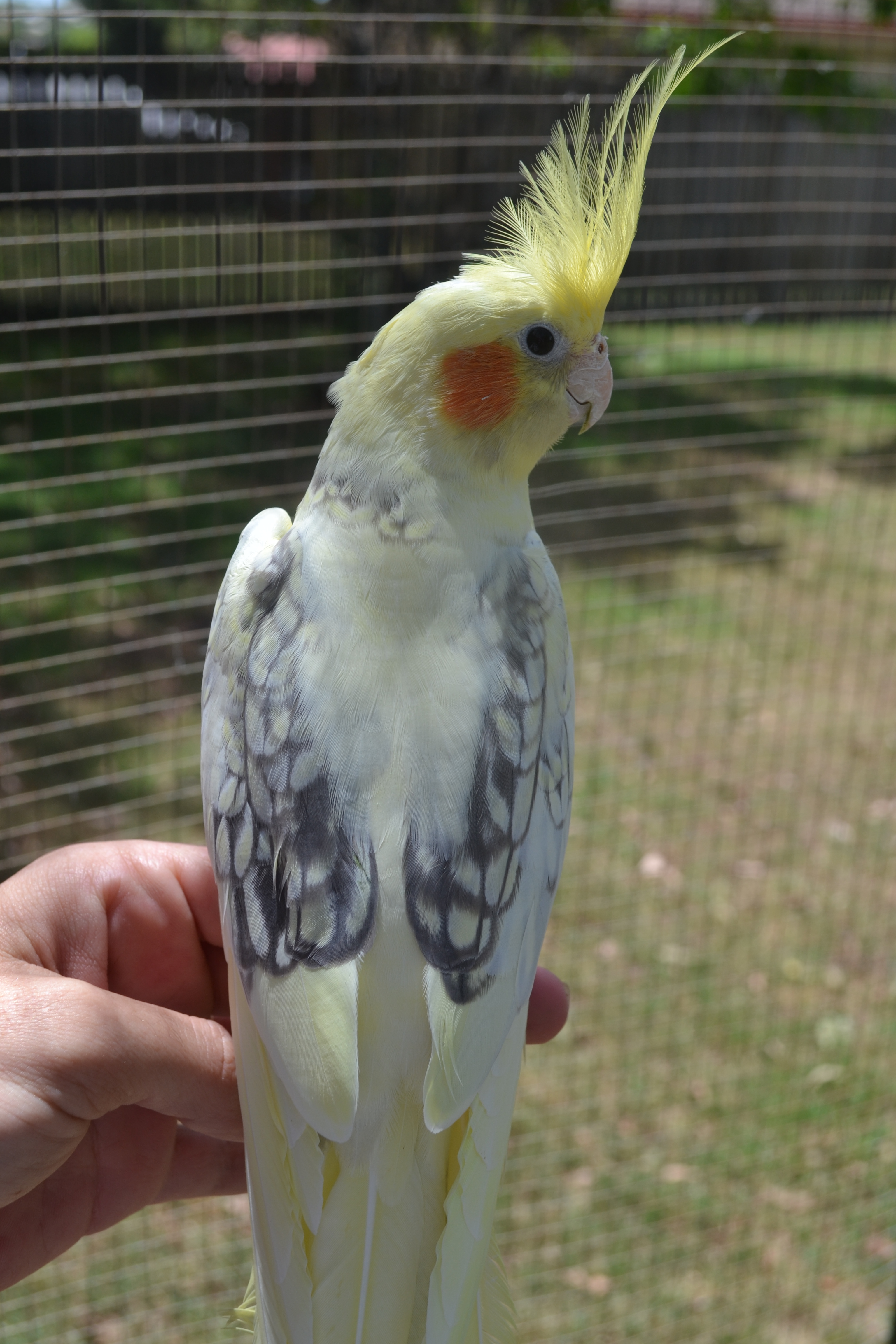
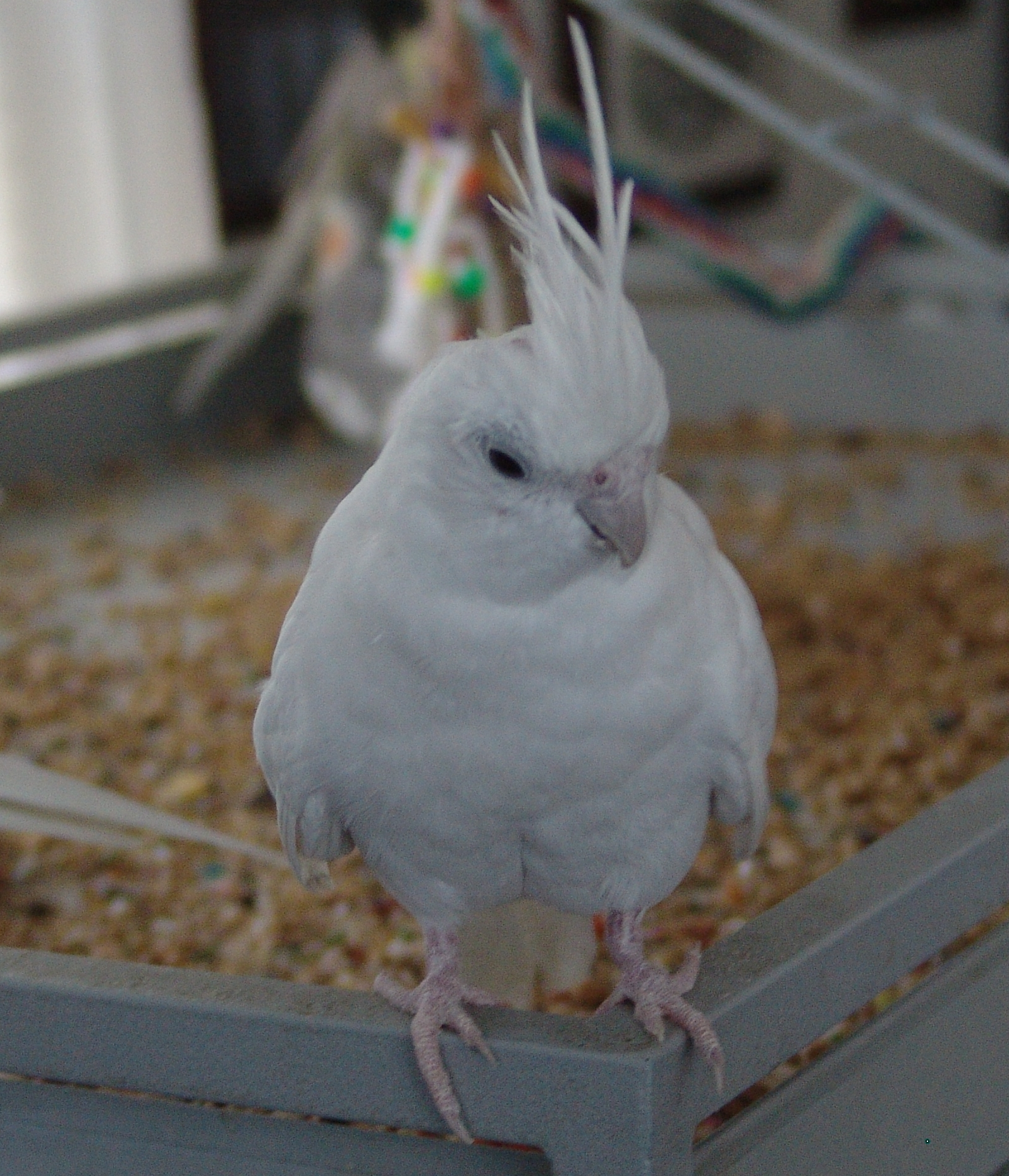
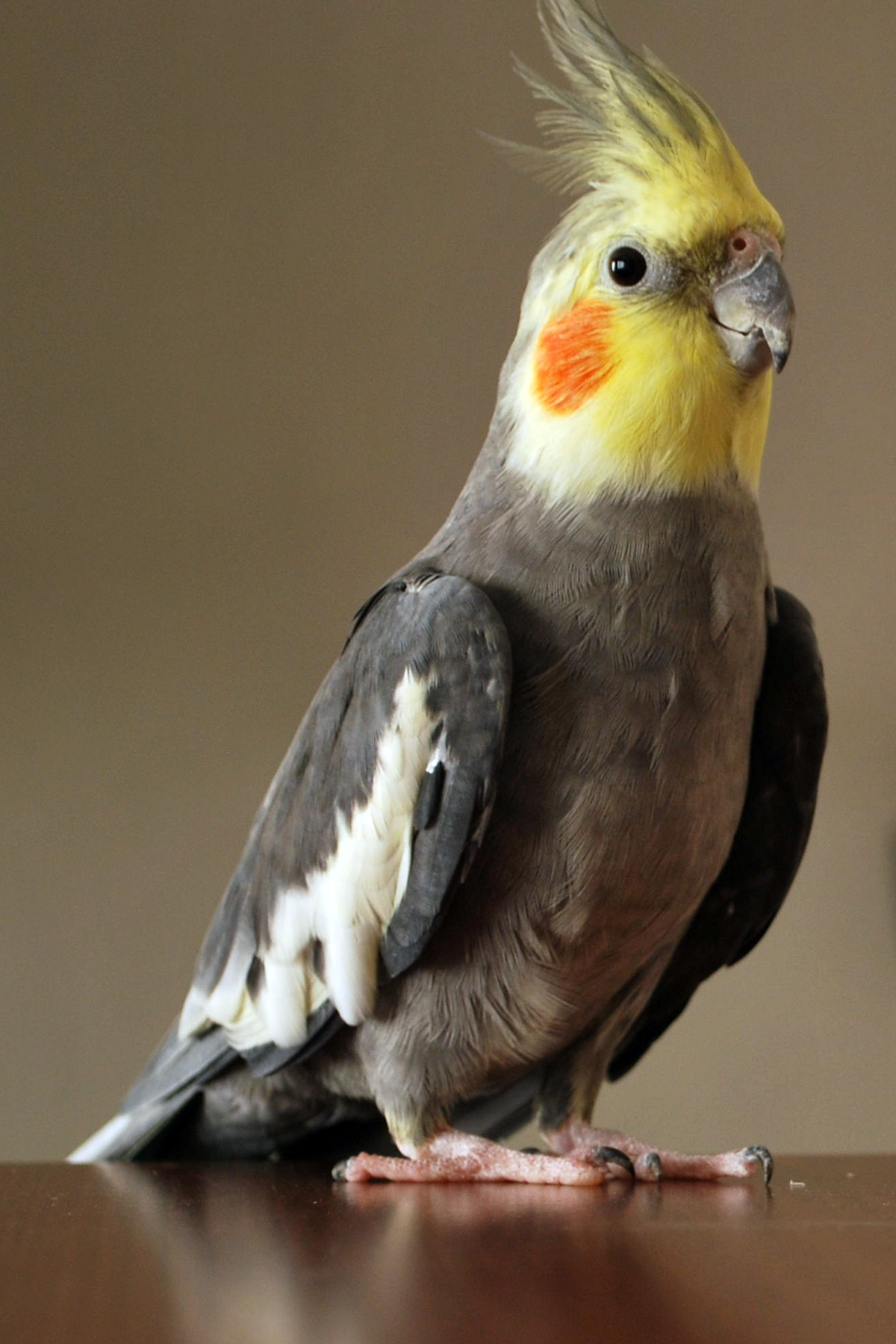
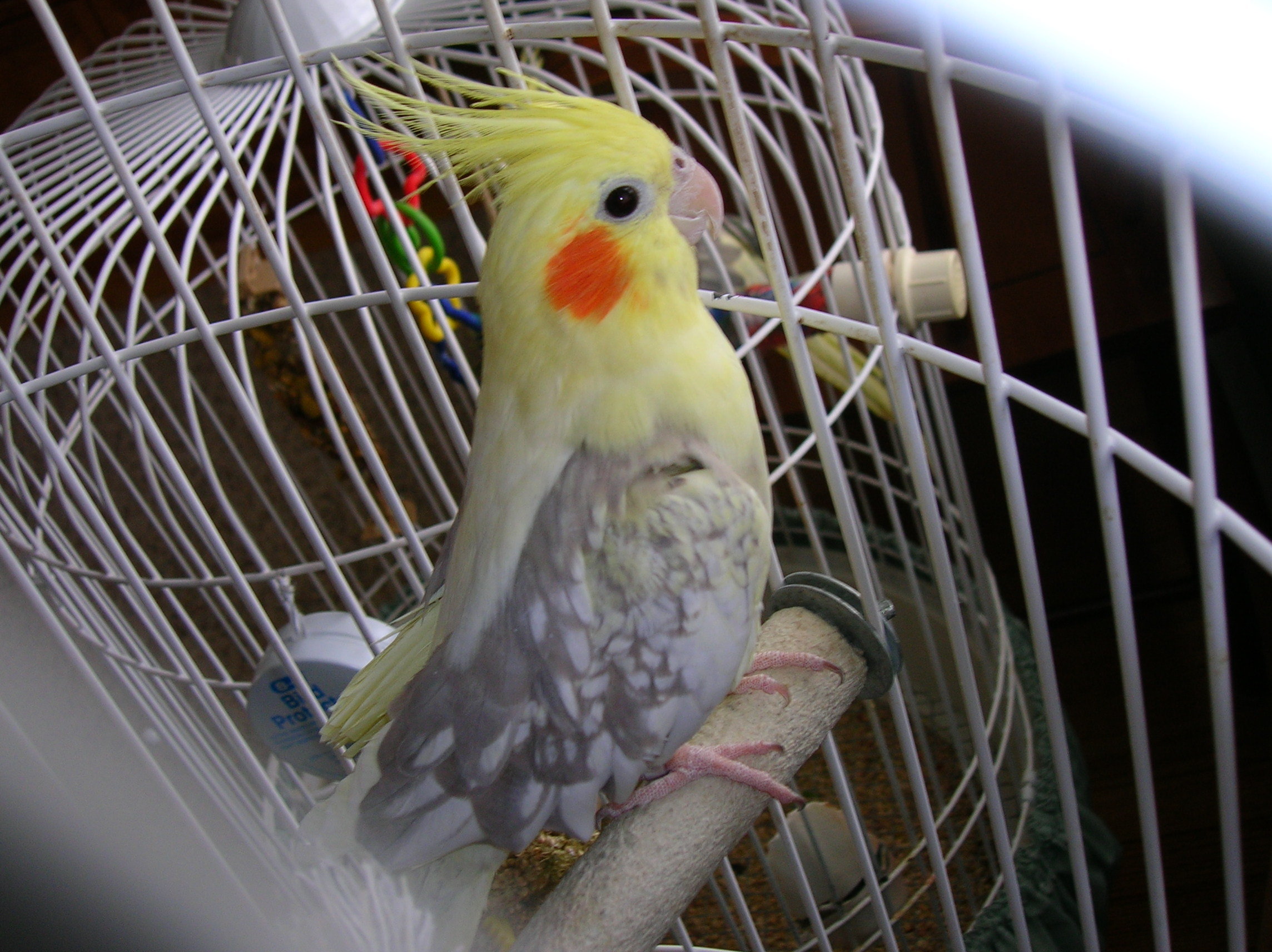
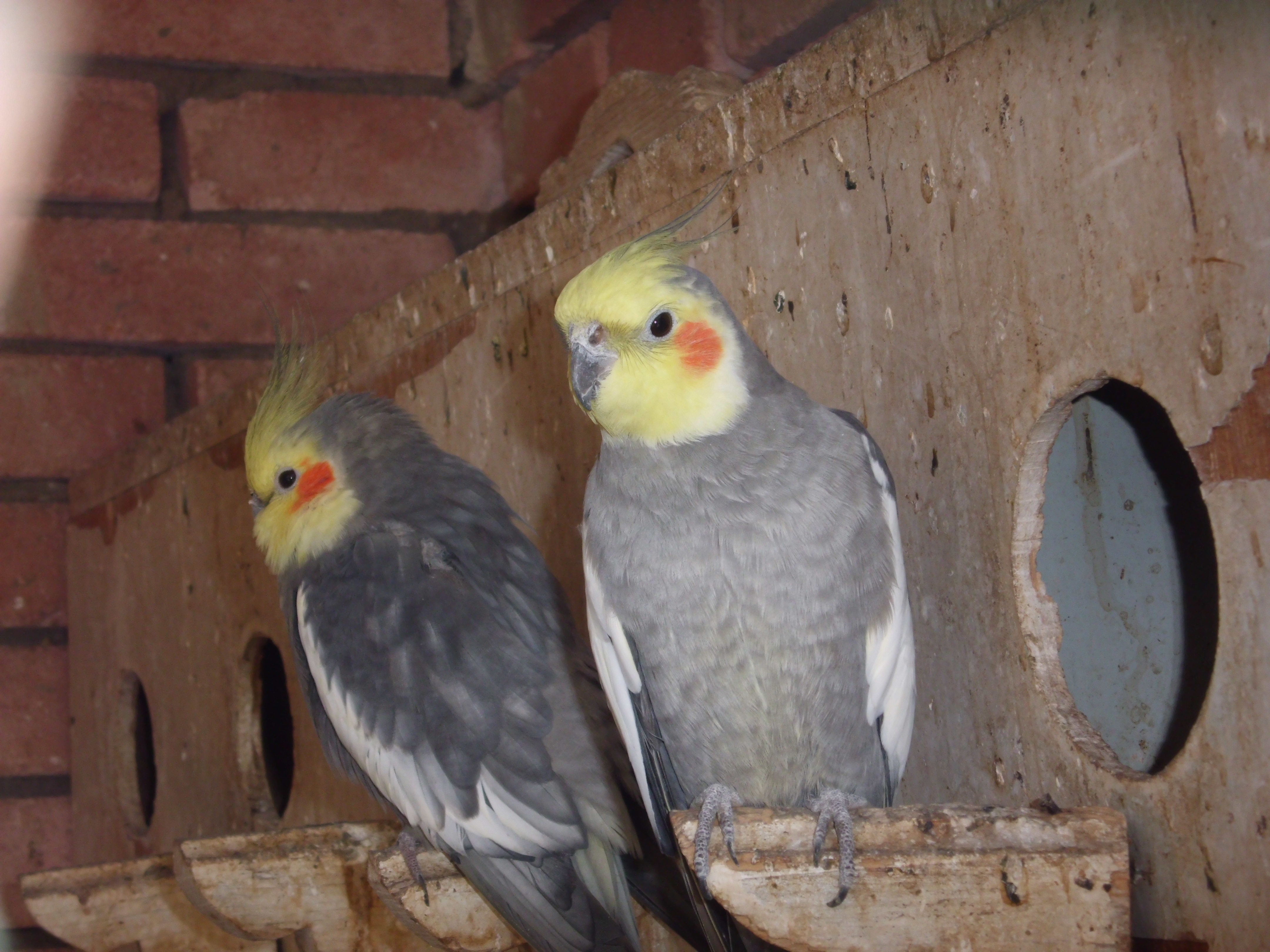
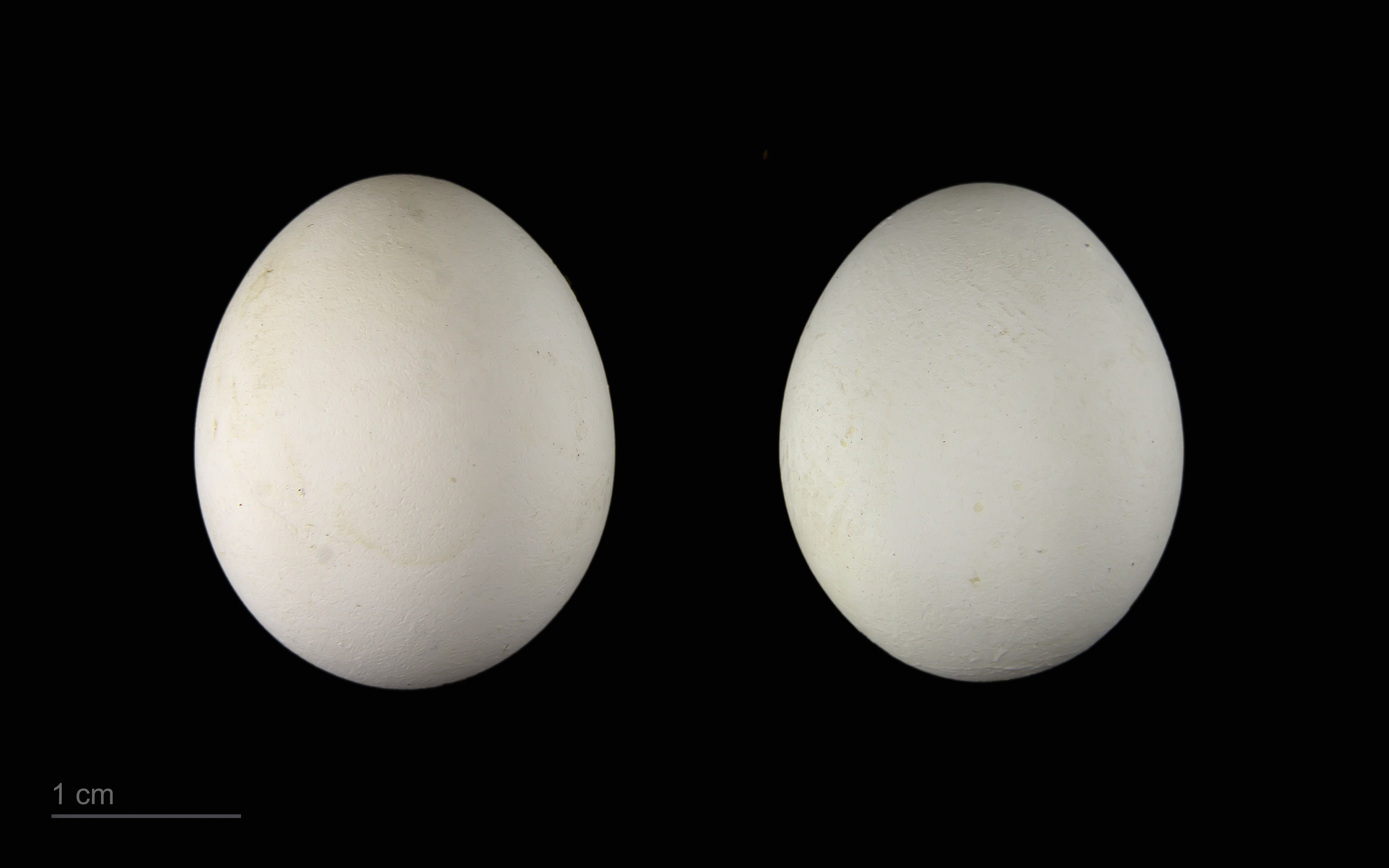
Museum specimen